# Johann II. von Dražice
Johann II. von Dražice (auch: Johann von Draschitz; † 17. August 1236 vermutlich in Prag) war Bischof von Prag.

## Leben
Johann entstammte dem mittelböhmischen niederen Adelsgeschlecht von Dražice. Er war seit 1212 Scholaster und seit 1216 Kanzler des Prager Domkapitels. Obwohl er jahrzehntelang im Dienst des Königs und der böhmischen Kirche gestanden sein soll, ist wenig über ihn bekannt.
Nach dem Tod des Bischofs Budilov 1226 in Rom wurde Johann von den dort anwesenden Mitgliedern des Prager Domkapitels zu dessen Nachfolger gewählt. Nach der Rückkehr wurde er 1227 im päpstlichen Auftrag durch den Passauer Bischof Gebhard von Plain überprüft. Die Bischofsweihe nahmen der Mainzer Metropolit Siegfried von Eppstein sowie die Bischöfe Friedrich von Kirchberg aus Halberstadt und Albert von Bekeshovede aus Riga am 19. Dezember 1227 in der Erfurter Peterskirche vor.
Während seiner Amtszeit unterstützte er die Prämonstratenserklöster Tepl und Chotěšov und gründete vermutlich das Kollegiatkapitel bei St. Ägid in der Prager Altstadt. Mit dem Benediktinerkloster Břevnov führte er einen langjährigen Streit um Eigentumsrechte.